# Hyphoporus montanus
Hyphoporus montanus är en skalbaggsart som beskrevs av Régimbart 1899. Hyphoporus montanus ingår i släktet Hyphoporus och familjen dykare. Inga underarter finns listade i Catalogue of Life.